# Adressbladet
Adressbladet. Stockholms Vägvisare  var en dagstidning utgiven från den 20 december 1876 till den 28 juli 1877.
Utgivare var bokförläggaren Axel August Kjellberg, som den 23 december 1876 fick utgivningsbevis för tidningen. Tidningen trycktes hos förlaget Aktiebolaget Forsete. Tidningen hade träsnitt som illustrationer och antikva som typsnitt. Den kom ut med 2 nummer i veckan, onsdag och lördag, på 4 sidor med 7 spalter på folioformat 58,5 x 45,2 cm satsyta t. o. m. 21 juli 1877 , därefter de sista numren med 6 spalter på.51,5 x 38,5 cm satsyta. Tidningen utdelades gratis; på posten kostade den 20 öre i postavgift. Tidningen utdelades på tåg och järnvägsstationer och riktade sig till resande besökare i Stockholm men var mestadels en tidning för reklam.